# 중동중학교
중동중학교(中東中學校)는 대한민국 서울특별시 강남구 일원동에 있는 사립 중학교이다.

## 학교 연혁
- 1906년 4월 2일 : 관립한성외국어(한어)학교내 교실 일부를 차용하여 한어, 산술 양과의 야학을 설립[설립자 오규신, 유광렬, 김원배 선생]
- 1907년 1월 22일 : 중동야학교로 명칭 변경, 초대 교장 오세창 선생 취임
- 1909년 5월 10일 : 중동학교 설립 인가
- 1914년 2월 25일 : 교사 이전(종로구 견지동 39-7 -> 종로구 수송동 85)
- 1916년 4월 5일 : 주학을
- 1945년 1월 11일 : 사립중동학교라 명칭 변경. 고등과, 중등과, 초등과로 나눔
- 1945년 8월 15일 : 중동중학교로 개칭
- 1948년 7월 31일 : 재단법인 중동학원을 설립, 이사장 최규동 선생
- 1951년 8월 25일 : 중학교에 고등학교를 함께 설치
- 1970년 9월 23일 : 중·고 분리원칙에 의하여, 초대 중학교장에 제11대 교장 여대현 선생 취임
- 1974년 11월 20일 : 학교법인 수송학원을 흡수함
- 1984년 3월 1일 : 신축교사로 이전(강남구 일원동 692)
- 1994년 6월 1일 : 삼성그룹에서 중동학원 인수
- 2018년 10월 24일 : 원익그룹(회장 이용한) 중동학원 인수, 김대유 이사장 취임
- 2022년 9월 1일 : 제28대 차순규 교장 취임
- 2023년 2월 9일 : 제116회 졸업식 거행(졸업생 누계 40,960명)

## 참고 자료
- 중동중학교 - 한국교육학술정보원 학교알리미